# BMW Bank
El BMW Bank GmbH es un banco alemán que pertenece al BMW Group. La filial se creó con el nombre BMW Group Financial Services en 1971 en Múnich. En 1973 se integró BMW Leasing GmbH, también con sede en Múnich. El banco se encarga, entre otros servicios, de la financiación de los vehículos BMW y MINI. El banco está presente en 53 países por medio de 26 filiales y 27 cooperaciones.
La oferta de BMW Group Financial Services comprende desde financiamiento para compras y financiamiento para el almacenamiento de vehículos y piezas de repuestos de los concesionarios de BMW y MINI hasta financiamiento para clientes que adquieren automóviles y motocicletas de las marcas BMW y MINI. La entidad ofrece también financiamiento para vehículos de hasta un año de utilización y créditos en efectivo. También cuentan con un portfolio de cuentas de ahorro, certificados de depósito, fondos de inversión o tarjetas de crédito.